# Dùn Mòr (Tiree)
Die Ausgrabung des Semi-Brochs Dùn Mòr bei Vaul, 300 m von der Küste an der schmalsten Stelle der Insel Tiree in Argyll and Bute, erfolgte von 1962 bis 1964 durch Euan Wallace MacKie (1936–2020). Damit begann die Phase moderner Forschung an den Brochs auf der atlantischen Seite Schottlands.
Der Broch liegt auf einer Felskuppe und hat einen inneren Durchmesser von 9,2 m. Die bis in eine Höhe von etwas über zwei Metern erhaltenen Mauern sind etwa 4,5 m dick. Der Eingang liegt auf der südöstlichen Seite. Er hat eine runde Wächterzelle (englisch guard-cell) und ein langes Balken- oder Riegelloch für die Sicherung der nicht mehr vorhandenen Tür. Die im Inneren der Mauer auf einem Sektor von etwa 300° umlaufende Galerie ist gut erhalten. Der Hauptzugang zur Galerie sowie die Treppe, die den Zugang zu den höheren Ebenen ermöglichte, liegen im Norden. Die Vorstellung zur Bauausführung im abgetragenen oberen Bereich beruht auf Vermutungen. Die Existenz eines Daches wäre logisch, aber ob es eines gab und in welcher Höhe und in welcher Technik ist unbekannt. Der zentrale Herd im Bodenbereich impliziert eine Öffnung in der Dachstruktur.

Dun Mor, Vaul
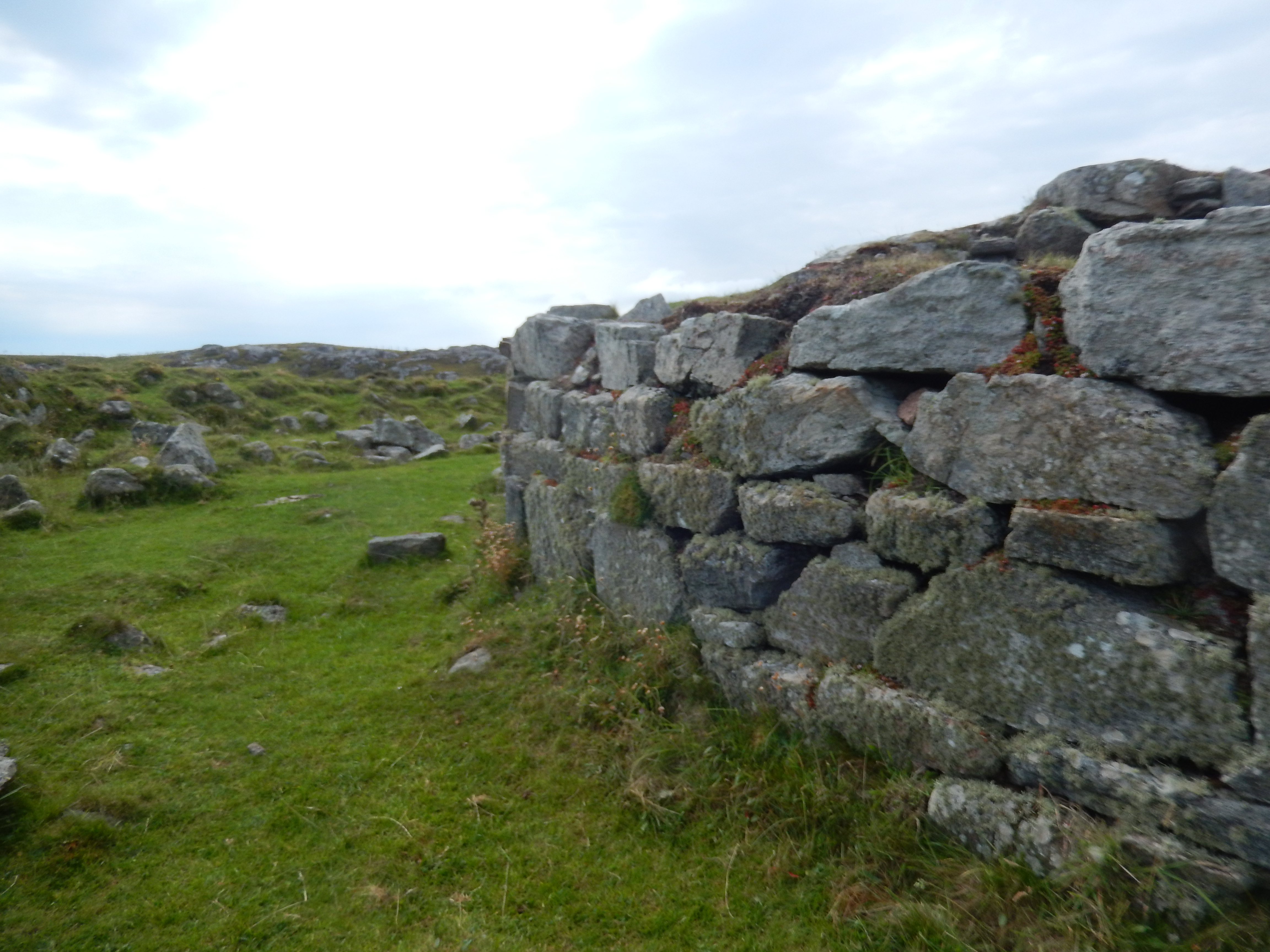
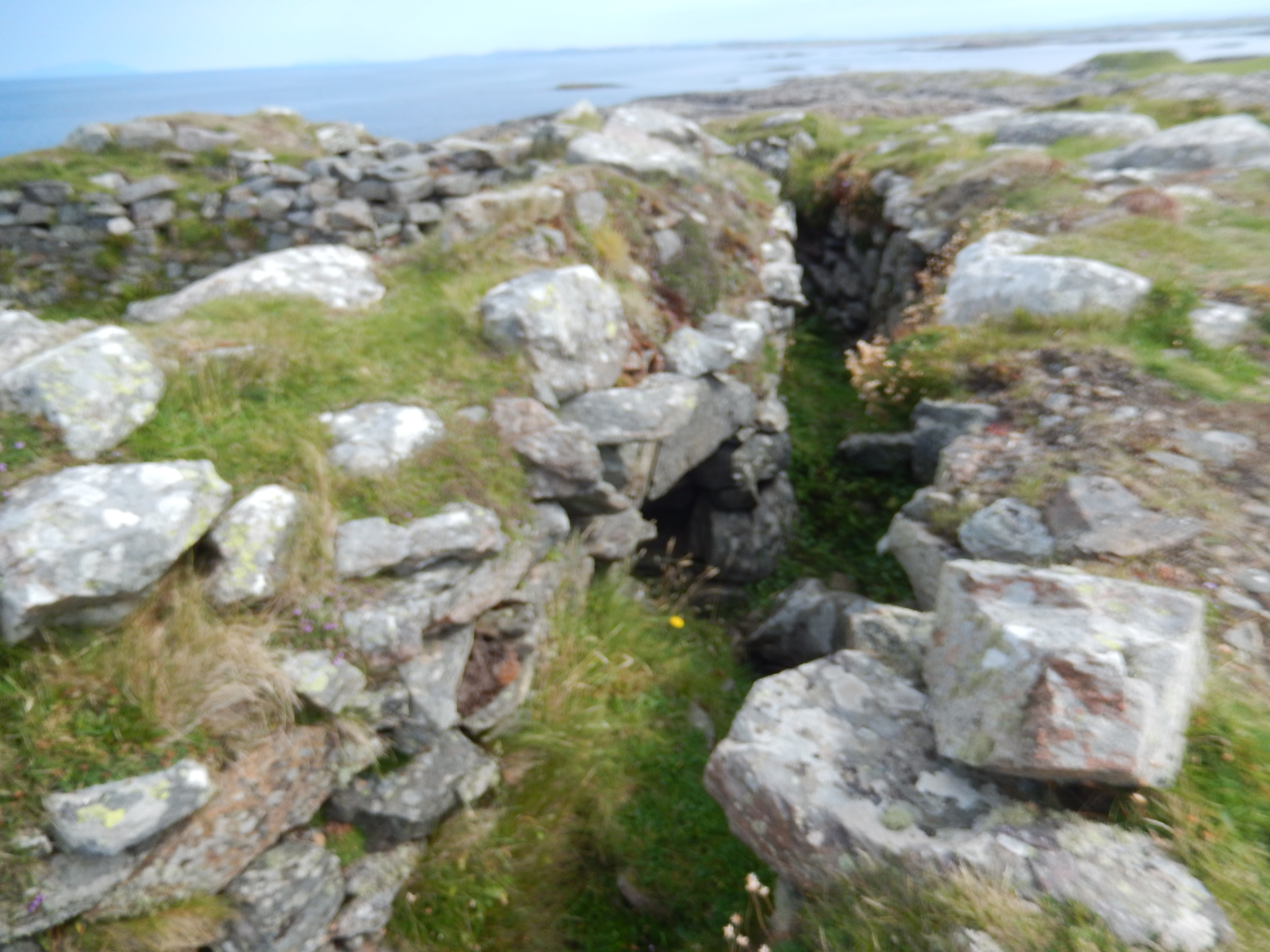
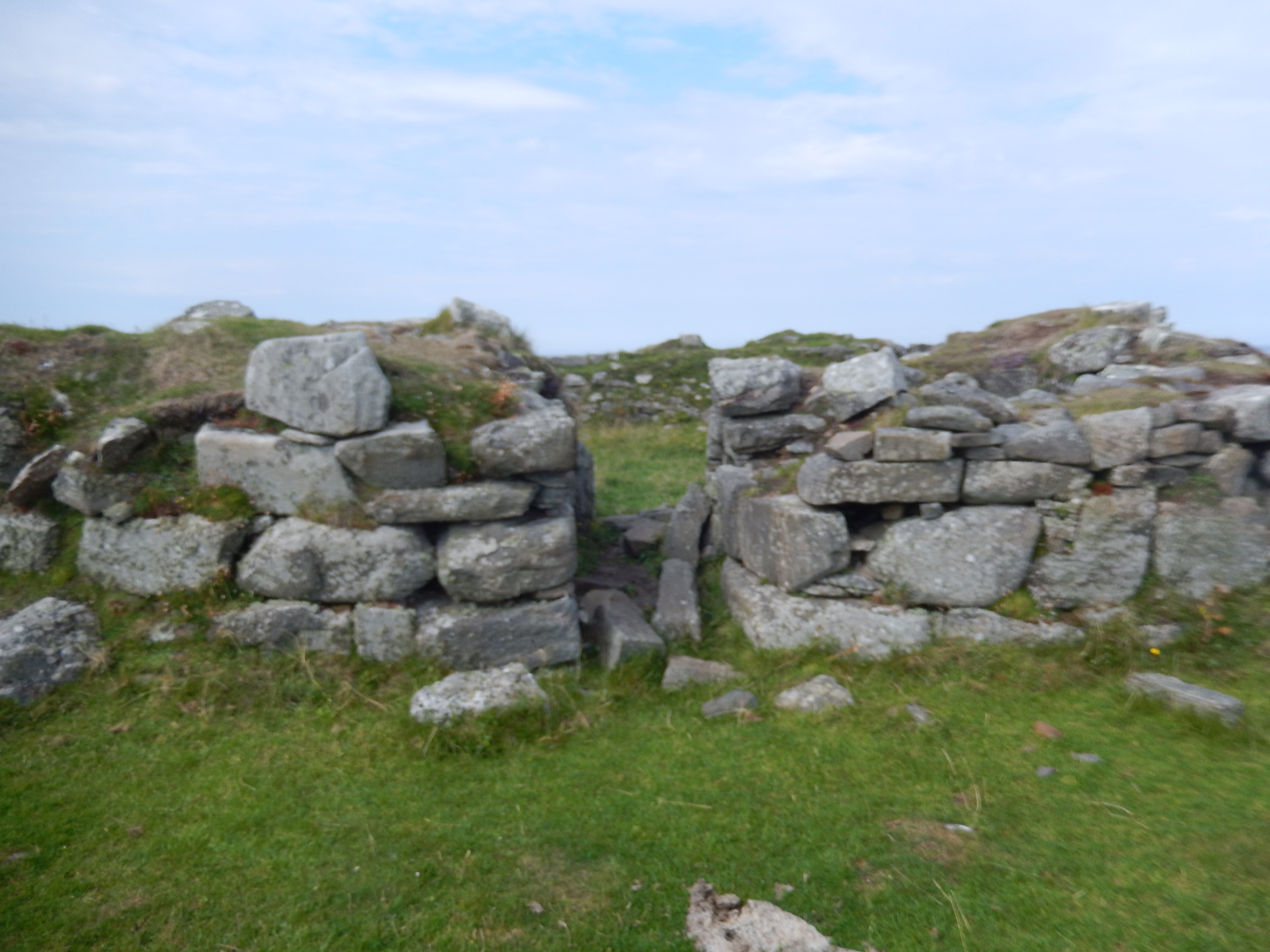
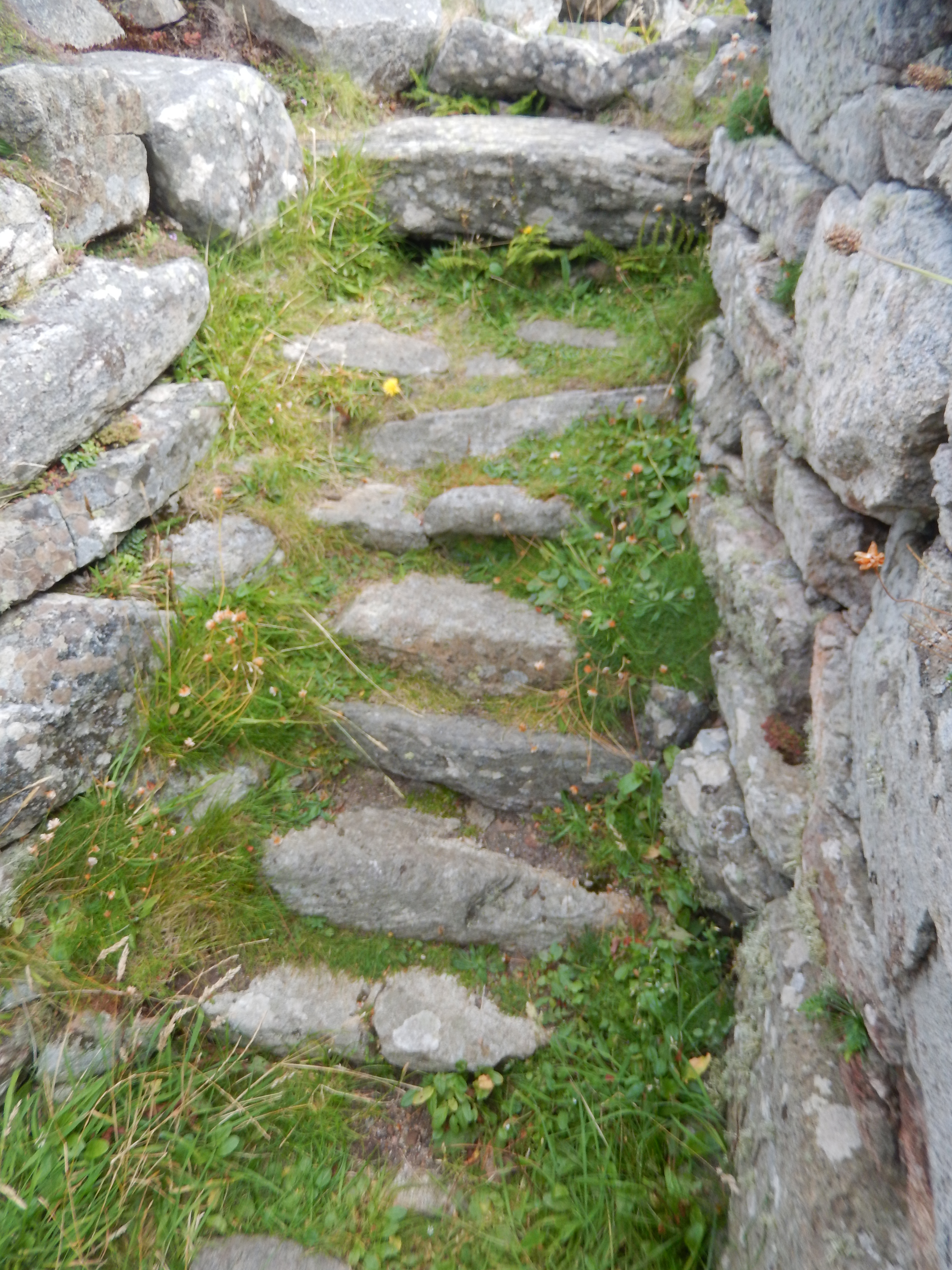

Die Ausgrabung zeigte, dass der Bau in der Mitte des ersten Jahrhunderts v. Chr. entstand und im 3. Jahrhundert n. Chr. aufgegeben wurde. In einer zweiten Periode wurde er bis in die Wikingerzeit genutzt. Er wird von einer äußeren Mauer gesichert, die nahe der Hügelkante liegt. Möglicherweise gehört diese zu einer früheren Befestigung.
Die Funde bestehen aus Tonwaren, Drehmühlen, Werkzeugen, Knochenwürfeln sowie Bronzeobjekten. Sowohl die Wollweberei als auch die Metallverarbeitung waren zu belegen.